# Alex Cameron
Alex Cameron (* 11. September 1988 in Sydney) ist ein australischer Singer-Songwriter.

## Leben
Während seiner Schulzeit lernte Cameron John Hassell kennen, mit dem er eine Indie-Rock-Band gründete. Mit ihm und einem weiteren ehemaligen Mitschüler, George Nicholas, gründete er die Synthiepop-Band Seekae.
2013 lud Cameron sein erstes Soloalbum Jumping the Shark kostenlos auf seiner Webseite hoch, welches 2014 über das Musiklabel Siberia Records veröffentlicht wurde. Nachdem er mit Musikern wie Mac DeMarco, Kevin Morby und Angel Olsen auf Tour ging, strebte er 2016 eine Solokarriere an und die Band löste sich auf. Wenig später wurde sein erstes Soloalbum von Secretly Canadian erneut veröffentlicht.
Ein Jahr später, im Jahr 2017, veröffentlichte er sein zweites Album Forced Witness, auf dem erstmals der Saxophonist Roy Molloy mitwirkte, der wenig später Teil der Band wurde, die mit Cameron zusammen auf Tour ging. Außerdem war er Co-Autor von fünf Songs des Albums Wonderful Wonderful der US-amerikanischen Rockband The Killers, dessen Frontsänger Brandon Flowers wirkte auf Camerons Lied Politics of Love mit.
Am 13. September 2019 veröffentlichte er sein drittes Album Miami Memory. Ein Jahr später wirkte er erneut an einigen Songs von The Killers mit für ihr sechstes Album Imploding the Mirage. Am 11. März 2022 veröffentlichte er sein viertes Album Oxy Music. Im selben Jahr ging er auf Tour in Nordamerika und Europa.

## Privatleben
2017 ging Cameron eine Beziehung mit der britischen Schauspielerin Jemima Kirke ein, die unter anderem auch in Musikvideos wie dem gleichnamigen Titelsong aus dem Album Miami Memory mitwirkte. Das Paar hat sich mittlerweile getrennt.

## Diskographie
Alben
- 2013: Jumping the Shark
- 2017: Forced Witness
- 2019: Miami Memory
- 2022: Oxy Music

Musikvideos
- 2013: Gone South
- 2014: Real Bad Looking
- 2016: She's Mine
- 2016: The Comeback
- 2016: Mongrel
- 2017: Candy May
- 2017: Stranger's Kiss (mit Angel Olsen)
- 2017: Runnin' Outta Luck
- 2017: Politics of Love (mit Brandon Flowers)
- 2018: Studmuffin96
- 2019: Marlon Brando
- 2019: Miami Memory
- 2019: Divorce
- 2019: Far From Born Again
- 2021: Sara Jo
- 2022: Best Life
- 2022: K Hole